# Spring Street (Manhattan)
Spring Street è una strada di Lower Manhattan a New York City che corre in direzione ovest-est attraverso i quartieri di Hudson Square, SoHo e Nolita. Corre parallelamente a Dominick, Broome e Kenmare Streets (a sud) e Vandam e Prince Streets a nord. 
Nel cuore di SoHo, Spring Street è conosciuta per i numerosi loft di artisti, ristoranti e botique di lusso, tipici del quartiere.